# Moriyama, Nagoya

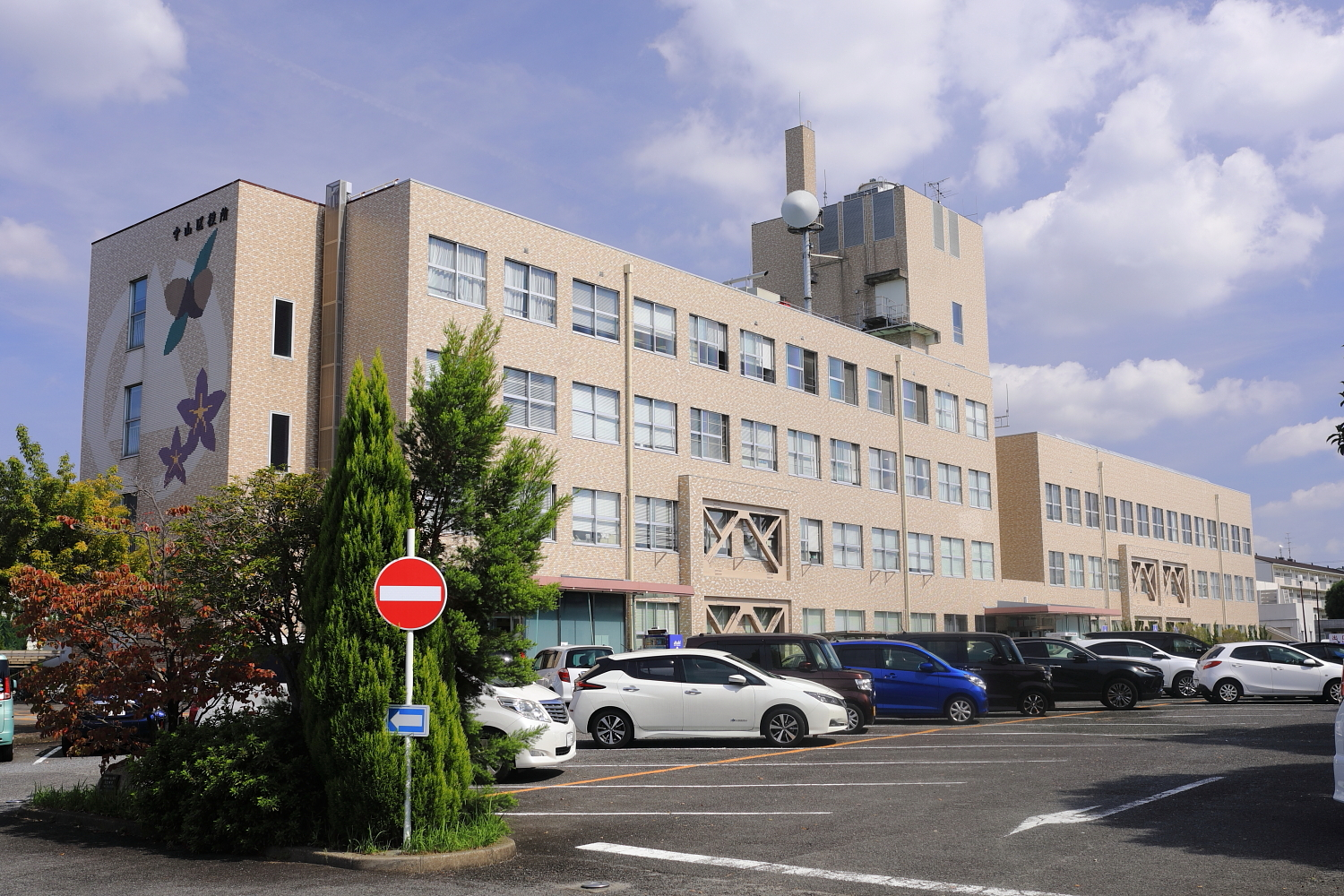
Văn phòng hành chính quận Moriyama

Moriyama (守山区 Moriyama-ku) là quận thuộc thành phố Nagoya, tỉnh Aichi, Nhật Bản. Tính đến ngày 1 tháng 10 năm 2020, dân số ước tính của quận là 176.587 người và mật độ dân số là 5.200 người/km2. Tổng diện tích của quận là 34,01 km2.